# شینیچیرو اوتا
شینیچیرو اوتا (انگلیسی: Shinichiro Ohta؛ زادهٔ ۲۰ مارس ۱۹۷۱) صداپیشگی در ژاپن، و شخصیت‌های تلویزیونی در ژاپن اهل ژاپن است.